# DDR-Badmintonmeisterschaft 1988
Die DDR-Badmintonmeisterschaft 1988 fand vom 28. bis zum 29. Mai 1988 in Greifswald statt. Es war die 28. Austragung der Titelkämpfe.

## Medaillengewinner
| Disziplin    | Gold                                                                        | Silber                                                               | Bronze                                                         |
| ------------ | --------------------------------------------------------------------------- | -------------------------------------------------------------------- | -------------------------------------------------------------- |
| Herreneinzel | Thomas Mundt (Einheit Greifswald)                                           | Edgar Michalowski (Einheit Greifswald)                               | Kai Abraham (EBT Berlin)                                       |
| Herreneinzel | Thomas Mundt (Einheit Greifswald)                                           | Edgar Michalowski (Einheit Greifswald)                               | Erfried Michalowsky (Einheit Greifswald)                       |
| Dameneinzel  | Monika Cassens (HSG Lok HfV Dresden)                                        | Petra Tobien (EBT Berlin)                                            | Petra Michalowsky (Einheit Greifswald)                         |
| Dameneinzel  | Monika Cassens (HSG Lok HfV Dresden)                                        | Petra Tobien (EBT Berlin)                                            | Kerstin Bohn (Einheit Greifswald)                              |
| Herrendoppel | Erfried Michalowsky Edgar Michalowski (Einheit Greifswald)                  | Dirk Hickl Kai Abraham (EBT Berlin)                                  | Joachim Schimpke Thomas Mundt (Einheit Greifswald)             |
| Herrendoppel | Erfried Michalowsky Edgar Michalowski (Einheit Greifswald)                  | Dirk Hickl Kai Abraham (EBT Berlin)                                  | Frank-Thomas Seyfarth Holger Wippich (Lok Gera / Robur Zittau) |
| Damendoppel  | Monika Cassens Petra Michalowsky (HSG Lok HfV Dresden / Einheit Greifswald) | Petra Schubert Michaela Junker (Einheit Greifswald / BSG KWO Berlin) | Angela Michalowski Kerstin Bohn (Einheit Greifswald)           |
| Damendoppel  | Monika Cassens Petra Michalowsky (HSG Lok HfV Dresden / Einheit Greifswald) | Petra Schubert Michaela Junker (Einheit Greifswald / BSG KWO Berlin) | Petra Tobien Jacqueline Bolduan (EBT Berlin)                   |
| Mixed        | Thomas Mundt Monika Cassens (Einheit Greifswald / HSG Lok HfV Dresden)      | Erfried Michalowsky Petra Michalowsky (Einheit Greifswald)           | Dirk Hickl Petra Tobien (EBT Berlin)                           |
| Mixed        | Thomas Mundt Monika Cassens (Einheit Greifswald / HSG Lok HfV Dresden)      | Erfried Michalowsky Petra Michalowsky (Einheit Greifswald)           | Kai Abraham Jacqueline Bolduan (EBT Berlin)                    |